# Escut de Palma de Gandia
L'escut oficial de Palma de Gandia té el següent blasonament:
| « | Escut quadrilong de punta redona. Partit. En el primer quarter, en camp d'or quatre pals de gules, abraçat d'atzur sembrat de flors de lis d'or, i brisat amb un lambel de gules. Al segon quarter, en camp d'atzur, una palma d'or. Al timbre, corona reial oberta. | » |

## Història
Va ser aprovat per Resolució del 15 de juny de 2001, del conseller de Justícia i Administracions Públiques. Publicat en el DOGV núm. 4.053, del 30 de juliol de 2001.
A la primera partició s'hi representen les armes dels ducs de Gandia, del casal d'Aragó, senyors de la baronia de Palma. Al costat, el senyal parlant al·lusiu al nom del poble.